# Макс фон Оппенгайм
Макс фон Оппенгейм барон фон Оппенгейм, Оппенхайм ( нім. Max Freiherr von Oppenheim ; 15 липня 1860, Кельн - 15 листопада 1946, Ландсхут)- німецький дипломат, східознавець і археолог на Близькому Сході. Під час Першої світової війни висував ідею підняття повстань мусульманського населення в Індії та Єгипті проти британської влади під гаслами джихаду . Вважається останнім великим археологом-аматором. Його археологічна колекція мистецтва халафської культури, була знищена під час бомбардувань Берліна у 1943 році, на даний час частково відновлена.

## Біографія

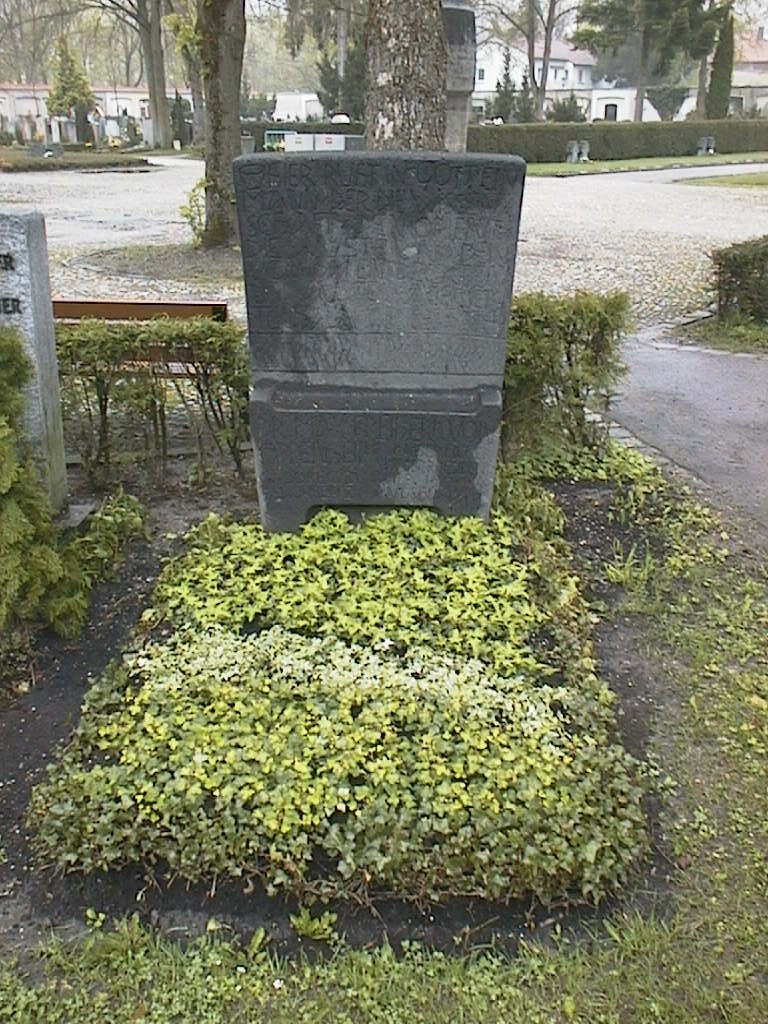
Могила Макса фон Оппенгейма в Ландсхуті

Один із п'ятьох дітей кельнського банкіра Альберта фон Оппенгейма (прийняв католицтво єврея з роду Оппенгеймів ) та Поліни Енгельс  .
У 1879 році вступив на факультет права до Страсбурзького університету . В 1883 отримав ступінь доктора права. У 1891 році склав асесорський іспит у Кельні. Наступного року він вирушив до Каїра з метою вивчати арабську мову .
В 1893-1895 рр. Макс фон Оппенхайм здійснив кілька експедицій у Східну Африку та на Близький Схід, де виконував дипломатичні функції. У 1896 він був призначений аташе при німецькому Генеральному консульстві в Каїрі, а в 1910 міністром-резидентом в Каїрі.
У листопаді 1899 року, проводячи дослідження місцевості щодо залізничної колії з Багдада в Берлін, Оппенгейм виявив археологічне поселення на пагорбі Тель-Халаф, яким було згодом названо « халафська культура ». З 1910 -1913 роках він керував розкопками на Близькому Сході і продовжив їх після війни в 1927 та 1929 роках. Привезені ним триметрові статуї та золоті прикраси привернули значну увагу публіки. На відміну від багатьох інших археологів-аматорів, він був порівняно обережним під час розкопок і залучав до експедицій фахівців (у тому числі архітекторів).
Під час Першої світової війни Оппенгейм працював у міністерстві закордонних справ у Берліні, де заснував так зване Агентство східних новин (Nachrichtenstelle für den Orient) і видавав журнал «Джихад» для поширення в арабських країнах. Він просував ідею порушення ісламського населення на Близькому Сході на боротьбу проти Англії під гаслами джихаду, прагнучи стати німецьким аналогом Лоуренса Аравійського (з яким був особисто знайомий)  .
1939 році він зробив останню поїздку в Сирію завдяки підтримці Германа Герінга  .
25 липня 1940 року він написав Теодору Хабіхту меморандум на підтримку нацистського вторгнення до Північної Африки. Тепер він не пропонував використовувати іслам як важіль німецького впливу  .
Під час Другої світової війни Оппенгейм жив у Берліні, згідно з нацистськими законами втративши можливість займати державні пости через єврейське походження. Тут у занедбаних фабричних корпусах він розмістив виставку мистецтва із Тель-Халафа, предмети якої належали йому як приватній особі. У 1943 році корпуси виставки були знищені бомбардуванням союзників.
Восени 1943 року Оппенгейм переїхав до Дрездена.
Помер у 1946 року в Ландсхуті від пневмонії, не залишивши нащадків.
Численні фрагменти тель-халафських знахідок колекції Оппенгейма опинилися у музейних запасниках Пергамського музею у Східному Берліні. В першій половині 2000-х років було проведено роботу з їх відновлення та нові виставки колекції.

## Праці
- Projekt eines Plantagen-Unternehmens in Handei (Usambara) in Deutsch-Ostafrika. 1894 (als Manuskript gedruckt).
- Vom Mittelmeer zum Persischen Golf, durch den Hauran, die syrische Wüste und Mesopotamien, Bd. 1-2. Berlin 1899, 1900. Französisch als: Voyage en Syrie et en Mesopotamie, de Damas a Bagdad. Trad. et resume par Jacottet. Paris 1900.
- Rabeh und das Tschadseegebiet. Berlin 1902.
- Zur Entwicklung des Bagdadbahngebietes und insbesondere Syriens und Mesopotamiens unter Nutzanwendung amerikanischer Erfahrungen. Berlin 1904 (als Manuskript gedruckt).
- Der Tell Halaf und die verschleierte Göttin, Der alte Orient 10/1 (1908)
- Inschriften aus Syrien, Mesopotamien und Kleinasien. Gesammelt im Jahre 1899, 3 Bde. (Beiträge zur Assyriologischen und Semitischen Sprachwissenschaft, Bd. 7), Bd. I: Arabische Inschriften bearbeitet von Dr. Max van Berchem. Leipzig 1909, Bd. II: Syrische Inschriften bearbeitet von Bernhard Moritz. Leipzig 1913, Bd. III: Hebräische Inschriften bearbeitet von Julius Euting. Leipzig 1913.
- Die Revolutionierung der islamischen Gebiete unserer Feinde. 1914.
- Die türkische Nachrichtensaal-Organisation der Nachrichtenstelle der Kaiserlichen Botschaft in Konstantinopel im Dienste deutscher Werbearbeit im Orient. Berlin 1914.
- Die Nachrichtensaal-Organisation und die wirtschaftliche Propaganda in der Türkei, ihre Übernahme durch den deutschen Überseedienst. Berlin 1917.
- Die Entwicklung der Machtverhältnisse in Inner- und Nordarabien. Berlin 1919.
- Beduinen- und andere Stämme in Syrien, Mesopotamien, Nord- und Mittelarabien. Berlin 1919.
- Glories of Tell Halaf — a Great Discovery, The Illustrated London News No. 4775 und 4776 Okt. — Nov. 1930.
- The Oldest Monumental Statues in the World. A Great Discovery in Mesopotamia, The Illustrated London News No. 4804, 1931.
- Der Tell Halaf, eine neue Kultur im ältesten Mesopotamien. Leipzig 1931. Englisch als: Tell Halaf. A New Culture in Oldest Mesopotamia. Transl. by Gerald Wheeler. London 1932; London & New York 1933. — Französisch als: Tell Halaf, la plus ancienne capitale subaréenne de Mésopotamie. Paris 1933.
- Führer durch das Tell Halaf Museum. Berlin 1934.
- Tell Halaf, une civilisation retrouvée en Mésopotamie. Edition francaise complétée par l’auteur, trad. de J. Marty. Paris 1939.
- Die Beduinen. Unter Mitbearbeitung von Erich Bräunlich und Werner Caskel. Bd. I: Die Beduinenstämme in Mesopotamien und Syrien. Leipzig 1939. Bd. II: Die Beduinenstämme in Palästina, Transjordanien, Sinai, Hedjaz. Leipzig 1944. Bd. III: Die Beduinenstämme in Nord- und Mittelarabien und im 'Iraq. Bearb. und hrsg. von Werner Caskel. Wiesbaden 1952. Bd. IV: Register und Literaturverzeichnis. Bearb. und hrsg. von Werner Caskel. Wiesbaden 1968.
- Die Inschriften vom Tell Halaf. Keilschrifttexte und aramäische Urkunden aus einer assyrischen Provinzhauptstadt. Hrsg. und bearb. von Johannes Friedrich, G. Rudolf Meyer, Arthur Ungnad(інші мови), Ernst F. Weidner, Archiv für Orientforschung Beiheft 6 (1940).
- Geschichte der Familie Engels in Köln und Hartung in Mayen. Dresden 1943 (als Manuskript gedruckt).
- Meine Forschungsreisen in Obermesopotamien, Karte 1:500 000 mit Begleitworten und Ortsnamenverzeichnis. Berlin 1943 (Sonderheft 21/22 zu den Nachrichten aus dem Reichsvermessungsdienst).
- Tell Halaf. Band I: Die prähistorischen Funde. Bearbeitet von Hubert Schmidt. Mit einer Einleitung zum Gesamtwerk von Max Frh. von Oppenheim. Berlin 1943. Bd. II: Die Bauwerke, von Felix Langenegger, Karl Müller, Rudolf Naumann. Bearbeitet und ergänzt von Rudolf Naumann. Berlin 1950. Band III: Die Bildwerke, bearbeitet und herausgegeben von Anton Moortgat. Berlin 1955. Band IV: Die Kleinfunde aus historischer Zeit, bearbeitet und herausgegeben von Barthel Hrouda. Berlin 1962.